# Polesier Operation
Die Polesier Operation (russisch: Полесская операция, auch Operation in den Polesier Sümpfen oder Schlacht um Kowel) war eine Angriffsoperation der Roten Armee im Zweiten Weltkrieg, die von der 2. Weißrussischen Front als ein Teil der Dnepr-Karpaten-Operation durchgeführt wurde. Sie dauerte vom 15. März bis zum 5. April 1944. Die sowjetischen Truppen konnten erhebliche Geländegewinne erzielen, ein Durchbruch durch die deutsche Front gelang ihnen hingegen noch nicht.

## Vorgeschichte
Der erfolgreiche Verlauf der Rowno-Luzker Operation schuf nicht nur günstige Bedingungen für die Truppen der 1. Ukrainischen Front, gegen die Flanke der Heeresgruppe Süd in Richtung Tschernowitz vorzugehen, sondern auch für die Entwicklung einer Offensive gegen Kowel und weiter nach Brest in den Rücken der Heeresgruppe Mitte. Um diese Offensive durchzuführen, beschloss die Stawka, eine neue Front zu bilden. Diese wurde als 2. Weißrussische Front bezeichnet, die bisherige Weißrussische Front geteilt und in „1. Weißrussische Front Armeegeneral Konstantin Rokossowski“ umbenannt. Die 2. Weißrussische Front lag damit zwischen der 1. Weißrussischen und der 1. Ukrainischen Front. 

## Beteiligte Truppenteile
Am Anfang der Operation war nicht die gesamte 2. Weißrussische Front bei der Offensive involviert. Von den 25 Divisionen waren nur 13 am Angriff beteiligt. Weitere Kräfte traten erst im Zuge der Operation ein, 3 Divisionen und 3 Panzerregimenter waren aber bis zum Ende der Operation nicht rechtzeitig verfügbar. An der Polesier Operation waren insgesamt folgende Großverbände beteiligt: 
- 2. Weißrussische Front (Generaloberst P. A. Kurotschkin)
- 6. Luftarmee (Generalleutnant Poljinin)
- 61. Armee (General P. A. Below, insgesamt 8 Schützendivisionen), 9. Garde-Schützenkorps und 89. Schützenkorps; 55. und 356. Schützendivision; 2.  und 7. Garde-Kavalleriekorps, 68. Panzerbrigade
- 70. Armee (Generalleutnant I. F. Nikolajew) mit dem 96. Schützenkorps (38. Garde-Division und 1. Schützendivision) sowie 114. Schützenkorps (76. Garde- und 160. Schützendivision)
- 47. Armee (Generalleutnant V. S. Polenow, insgesamt 11 Schützendivisionen), 77. Schützenkorps (60. und 143. Schützendivision) und 125. Schützenkorps (76., 175. und 260. Schützendivision), später auch 129. Schützenkorps (185. und 328. Schützendivision)
- Nordflügel der 13. Armee (1. Ukrainische Front) (weitere 2 Schützendivisionen)
- Dnepr-Flottille, 65. Luftabwehr-Division und mehrere Brigaden

Die deutschen Truppen, die am Anfang der Operation der 2. Weißrussischen Front gegenüberstanden, waren folgende: Zwischen Pinsk und Kobryn am linken Flügel der 2. Armee (Heeresgruppe Mitte), 7. Infanterie-Division und „Gruppe Hähnle“ und „Gruppe Agricola“ (1 Kavallerie-Regiment und 6 Infanterie-Bataillone).
Teile der 4. Panzerarmee (Heeresgruppe Süd), 213. Sicherungs-Division, SS-Panzer-Abteilung 5 (Mühlenkamp) und andere Einheiten. Außerdem waren auch Reste der 5. SS-Division "Wiking" unter SS-General Gille im Einsatz, die dem Korsun-Schewtschenkower Kessel entkommen waren. Nach der Kesselschlacht von Tscherkassy wurde die Division wieder verstärkt und gehörte zunächst zur Heeresgruppe Süd. Ein Teil der Division befand sich in Kowel, die Masse nördlich davon. Unmittelbar im Rücken der deutschen Verteidigung befanden sich auch fünf ungarische Divisionen (1., 9., 12., 19. und 23. Division). 
Am 28. März wurde das XXXXII. Armeekorps von der Heeresgruppe Süd zur Heeresgruppe Mitte überstellt (5. SS-Panzer-Division „Wiking“, ungarische 19. Division sowie die 131. Infanterie-Division aus der OKW-Reserve). Ende März bis Anfang April wurden gegen die 2. Weißrussische Front zusätzlich folgende Kräfte herangezogen: 4. und 5. Panzer-Division, 131., 211., 253. Infanterie- und 5. Jäger-Division, Korpsabteilung Е (Kampfgruppen 251., 137. und 86. Infanterie-Division und Teile der 1. Ski-Brigade), dazu die 190., 270., 904., 1005. und 1007. Sturmgeschütz-Brigade.

## Verlauf
Die Operation begann am 15. März 1944; die sowjetische 47. Armee führte den Hauptstoß auf Kowel, die 70. Armee ging nördlich davon in Richtung auf Kamin-Kaschyrskyj vor. Am 16. März folgten unterstützende Angriffe der 61. Armee, die das südliche Ufer des Pripjats besetzen sollte. Am 18. März hatte der sowjetische Vormarsch nach 30 bis 40 km Kowel erreicht. Dort wurden Teile der Kampfgruppe von dem Bach (seit 25. März SS-Gruppe Gille – 177. Regiment der 213. Division, 17. Polizei-Regiment, 12. Eisenbahn-Bataillon, Teile 19. und 9. ungarische Divisionen und SS-Wiking) – insgesamt etwa 6.500 bis 8.500 Mann eingeschlossen. Die Befestigung von Kowel war von der Wehrmacht zuvor stark ausgebaut worden. Die Stadt wurde vom 77. Schützenkorps der 47. Armee eingeschlossen; dieser Verband bestand aus drei Divisionen (60., 260. und 143. Schützendivision). Diese Divisionen, die von der 1. Weißrussischen Front stammten, waren am Anfang der Operation nur mit 40 bis 60 Prozent vertreten – zusammen etwa 15.000 Mann (die Divisionen der 70. Armee aus der Stawka-Reserve zählten rund 7.200 Mann). Die deutsche Verteidigung Kowels war gut organisiert; deswegen waren vom 19. bis 26. März und in der folgenden Kesselschlacht nur begrenzte Erfolge der Roten Armee möglich, allerdings um den Preis hoher deutscher Verluste. Außerdem wurden vom Kommandeur der 47. Armee schwere Fehler gemacht, der Sturm auf Kowel war schlecht organisiert und verlustreich für die Angreifer – General Polenow wurde deswegen nach der Operation abberufen.

## Deutscher Gegenangriff
Das Kommando der deutschen 2. Armee (Generaloberst Weiß) erkannte schnell, dass die Kowel-Gruppe ohne Verstärkung dennoch nicht in der Lage war, auf Dauer standzuhalten. Ein starker deutscher Gegenangriff wurde organisiert. Mit der aus dem Raum Brest am 21. März beginnenden Gegenoffensive wurde das Generalkommando des LVI. Panzerkorps (General der Infanterie Hoßbach) beauftragt. Aus dem Bereich der Heeresgruppe Mitte waren dazu im März und April 1944 zugeführt: vier Infanterie-, zwei Jäger- und zwei Panzer-Divisionen. Die 4. Panzer-Division unter General von Saucken nahm beim Entsatz die führende Rolle ein. Außerhalb des Kessels verfügte die sowjetische 47. Armee am 23. März über drei Schützendivisionen am 1. April bereits über sechs Schützendivisionen. Am 23. März begann der Aufmarsch der deutschen Entsatzgruppe; diese wurde Anfang April verstärkt und war mit acht Divisionen, darunter drei Panzerdivisionen, entlang der Chaussee Ljuboml-Kowel aufmarschiert. Außerdem eroberte die Wehrmacht in der Region kurzfristig die Luftherrschaft. Am 4. April gelang es, Kowel zu entsetzen, damit war die Operation abgeschlossen.

## Folgen
Die Polesier Operation hatte den sowjetischen Truppen mit relativ begrenzten Verlusten großen territorialen Gewinn gebracht. Die Rote Armee stieß auf einer etwa 100 km breiten Front bis zu 50 km Tiefe vor. Das geplante Ziel der Operation wurde von der 2. Weißrussischen Front aber nicht erreicht. Auf Seiten der Deutschen galten die Kämpfe um Kowel als strategischer Erfolg. Aber die Kesselschlacht sowie der Gegenangriff und die Entsatzoperation brachten der Wehrmacht schwere Verluste. Nach sowjetischen Angaben verloren die deutschen Truppen in der Polesier Operation mehr als 10.000 Mann (Tote und Vermisste). Die Garnison von Kowel verlor nach deutschen Angaben 3.220 Mann, darunter 738 Tote, 348 Vermisste und 2.134 Verwundete. Die 2. Weißrussische Front beklagte 2.761 Tote und 8.371 Verwundete. Aus Propagandagründen wurde die Befreiung der Garnison von Kowel vom OKW zu einem großen Sieg aufgebläht, obwohl dies im Vergleich zu den Geländeverlusten der Heeresgruppe Süd im März 1944 nur ein kleiner Erfolg war. 
Die Durchführung der Operation trug zum Erfolg der Offensive der 1. Ukrainischen Front auf Czernowitz bei. Die Polesier Operation war dabei die kleinste der 10 Operationen der Dnepr-Karpaten-Operation. Nach der Operation beschloss die Stawka, in der Ukraine eine Kampfpause einzulegen, um die Operation Bagration gegen die Heeresgruppe Mitte vorzubereiten. Dadurch wurde die 2. Weißrussische Front wieder aufgelöst und ihre Truppen wurden wieder an die 1. Weißrussische Front übertragen. Die Stadt Kowel konnte erst am 6. Juli 1944 vom 129. Schützenkorps (Generalmajor Michail Borissowitsch Anaschkin) und vom 125. Schützenkorps (Generalmajor Iwan Kusmitsch Kuzmin) der 47. Armee befreit werden.